# Taylor Spreitler
Taylor Danielle Spreitler (Hattiesburg, 23 ottobre 1993) è un'attrice statunitense.

## Biografia
Esordisce recitando nella soap opera I giorni della nostra vita interpretando Mia ma diventa nota al pubblico internazionale recitando nella famosa serie televisiva Melissa & Joey.

## Filmografia

### Cinema
- All Souls Day - cortometraggio, regia di Laura Storm (2008)
- 3 Day Test, regia di Corbin Bernsen (2012)
- Revenge - Vendetta privata, regia di Sean Olson (2013)
- Girl on the Edge, regia di Jay Silverman (2015)
- Amityville - Il risveglio (Amityville: The Awakening), regia di Franck Khalfoun (2017)
- Leprechaun Returns, regia di Steven Kostanski (2018)

### Televisione
- Law & Order: Special Victims Unit – serie TV, 2 episodi (2005-2012)
- I giorni della nostra vita (Days of Our Lives) – soap opera, 140 puntate (2009-2010) - Mia McCormick
- Melissa & Joey – serie TV, 104 episodi (2010-2015)
- Stalked at 17 – film TV, regia di Doug Campbell (2012)
- Never Fade Away – miniserie TV, 4 puntate (2012)
- Category 5 – film TV, regia di Rob King (2014)
- Bones – serie TV, 1 episodio (2015)
- Criminal Minds – serie TV, 1 episodio (2015)
- Casual – serie TV, 6 episodi (2015)
- Kevin Can Wait - serie TV, 48 episodi (2016 - 2018)
- Passaggio da uno sconosciuto (Driven to the Edge) - film TV, regia di Chris Sivertson (2020)
- Young Sheldon - serie TV, (2020-in corso)

## Doppiatrici italiane
Nelle versioni in italiano delle opere in cui ha recitato, Taylor Spreitler è stata doppiata da:
- Veronica Puccio in  Amityville - Il risveglio
- Joy Saltarelli in Melissa & Joey
- Chiara Francese in Passaggio da uno sconosciuto